# Tidestromia
Tidestromia là chi thực vật có hoa trong họ Amaranthaceae.